# Asplenium corbariense
Asplenium corbariense är en svartbräkenväxtart som beskrevs av Remy. Asplenium corbariense ingår i släktet Asplenium och familjen Aspleniaceae. Inga underarter finns listade.